# Station Straszyn Prędzieszyn
Station Straszyn Prędzieszyn is een voormalig spoorwegstation in de Poolse plaats Straszyn.